# Janete El Haouli
Janete El Haouli (...) è una musicologa e antropologa brasiliana.
Janete El Haouli presenta un approccio ai propri studi e alle proprie ricerche tipicamente etnomusicologico e antropologico, radicato nelle origini mediterranee libanesi.

## Biografia
Janete El Haouli ha iniziato a interessarsi di problemi di linguistica, di psicologia e di comunicazione presso il Dipartimento di Arte dell'Università Statale di Londrina, nello stato brasiliano del Paraná, portando avanti esperienze sia con bambini che con adulti. Nel 1991 ha partecipato alla produzione dei programmi radiofonici dell'Università di Londrina, incentrati in particolare sul tema della voce.
Nel 1993 ha concluso i propri studi all'Università di San Paolo (Brasile), alla Scuola di Arte e Comunicazione (ECA) con un master relativo alla musica vocale sperimentale, focalizzando l'attenzione, in particolare, su Demetrio Stratos. Tale master ha una sua prosecuzione nella pubblicazione di un relativo libro.
Oltre a Demetrio Stratos, Janete El Haouli si è interessata di produzioni vocali di artisti come Meredith Monk e Theophil Mayer.
In Italia ha pubblicato il libro Demetrio Stratos. Alla ricerca della voce musica, tradotto dal portoghese, a cura di Daniela Ronconi Demetriou e di Claudio Chianura. A tale libro è allegato un cd, raccolta di brani di Demetrio Stratos, dal titolo “La voce-musica”, che rientra nella Discografia di Demetrio Stratos.
Janete El Haouli ha partecipato al convegno tenuto il 16 e 17 ottobre 2009 a Genova, presso il Teatro di Sant'Agostino su Demetrio Stratos, in occasione della proiezione del nuovo film-documentario biografico dal titolo La voce Stratos.

## Opere
- Janete El Haouli, Demetrio Stratos. Alla ricerca della voce-musica, Auditorium Edizioni, 2003. ISBN 8886784155